# Stadtbefestigung (Lambsheim)
Von der Lambsheimer Stadtbefestigung sind lediglich Reste erhalten, die unter Denkmalschutz stehen.

## Lage
Die erhaltenen Reste der Befestigung befinden sich in der Hauptstraße unmittelbar südlich der protestantischen Kirche und der katholischen Kirche St. Stephanus.

## Geschichte
Die ursprünglich kurz nach 1323 errichtete Stadtbefestigung wurde 1471 wahrscheinlich vollständig zerstört. Die danach erbaute Befestigung wurde im Laufe der Zeit mehrfach beschädigt, aber erst 1852 per Gemeindebeschluss und gegen den Befehl König Maximilians II. fast vollständig abgetragen. Erhalten ist am nördlichen Ende der Hauptstraße der Neutorturm, Turm des ehemaligen Torhauses des nördlichen Stadttores. Auf den originalen beiden unteren Geschossen wurde 1907 ein drittes Geschoss und das Dach ergänzt. Ebenfalls von der Stadtbefestigung stammt der bereits erwähnte, etwa 50 Meter langer in ost-westlicher Richtung verlaufender Mauerrest südlich der beiden Kirchen.
Karl Geib (1777–1852) beschrieb die Befestigung 1841 folgendermaßen:

„Noch hat Lambsheim zwei Stadtgräben und einen Wall, auf dem aber jetzt Weinberge und andere Pflanzungen angelegt sind. Von den doppelten Thoren besteht noch eins und an den Eingängen gewahrt man noch einige Ruinen der zerstörten Mauer. Auch vor dem Orte zeigen sich noch Spuren der ehemaligen Festungswerke. Die verschlossenen Thore und die Gräben dienten am 14. November 1795 einer kleinen Schar französischer Truppen zur Vertheidigung gegen ein starkes österreichisches Corps, welches, nachdem es außerhalb des Ortes in einem hitzigen Gefecht namhaften Verlust erlitten, diesen mit stürmender Gewalt eroberte.“